# 아프리카표범
아프라카표범(African leopard, 학명: Panthera pardus pardus)은 아프리카 대륙에 살고, 있는 표범으로 멸종위기에 처한 다른 아종에 비해 수가 많은 편이다.
주로 톰슨가젤, 임팔라, 스프링복, 봉고, 늪영양, 니알라영양, 등의 영양이나 바르바리양, 혹멧돼지, 숲멧돼지, 원숭이, 토끼, 사슴 등을 잡아먹는다. 오카피, 고릴라, 홀로떨어진 침팬지도 아프리카표범의 먹잇감에 포함되고 소나 돼지 등의 가축이나 닭, 오리 등의 가금류도 먹잇감에 포함된다. 또한 사자, 점박이하이에나, 갈색하이에나에게 빼앗기지 않기 위해 먹이를 물고 나무 위에 올라가서 먹는다.

## 같이 보기
- 표범
- 잔지바르표범